# Стегаиха (Вологодская область)
Стегаиха — деревня в Харовском районе Вологодской области.
Входит в состав Харовского сельского поселения, с точки зрения административно-территориального деления — в Харовский сельсовет.
Расстояние до районного центра Харовска по автодороге — 20 км. Ближайшие населённые пункты — Деряжница, Гридкино, Сибла.
По переписи 2002 года население — 7 человек.